# Ahawat Olam
Ahawat Olam ( אַהֲבַת עוֹלָם, dt. Ewige Liebe) ist das zweite Gebet, das während des jüdischen Abendgebetes Maariv vorgetragen wird. Es ist der parallele Segensspruch zu Ahawa rabba, der jedoch während des Schacharit vorgetragen wird. Aufgrund eines Kompromisses wird Ahawa rabba zu Schacharit (am Morgen) und Ahawat Olam zu Maariw am Abend gebetet. Der Talmud stellt verschiedene Zeitpunkte zur Verfügung, wann das Gebet vorgebracht werden darf. Da Ahawa rabba  länger als Ahawat Olam ist, wird  Ahawa Rabba am Morgen, und Ahavat Olam am Abend vorgebracht. Es ist ebenso ein Dank an Gott für das Geschenk der Torah.

## Text und Übersetzung
| אַהֲבַת עולָם בֵּית יִשרָאֵל עַמְּךָ אָהָבְתָּ. תּורָה וּמִצְות חֻקִּים וּמִשְׁפָּטִים אותָנוּ לִמַּדְתָּ. עַל כֵּן ה' אֱלהֵינוּ בְּשָׁכְבֵנוּ וּבְקוּמֵנוּ נָשיחַ בְּחֻקֶּיךָ. וְנִשמַח בְּדִבְרֵי תורָתֶךָ וּבְמִצְותֶיךָ לְעולָם וָעֶד: כִּי הֵם חַיֵּינוּ וְארֶךְ יָמֵינוּ וּבָהֶם נֶהְגֶּה יומָם וָלָיְלָה: וְאַהֲבָתְךָ אַל תָּסִיר מִמֶּנּוּ לְעולָמִים. בָּרוּךְ אַתָּה ה'. אוהֵב עַמּו יִשרָאֵל: | “ |
| – Siddûr tefillôt Yiśrāʾēl |   |

„Eine ewige Liebe hast Du dem Hause Jisraels Deinem Volke zugewendet, hast Lehre und Gebot, Gesetze und Rechtsordnungen uns gelehrt. Darum, Gott unser Gott, wenn wir uns niederlegen und wenn wir aufstehen, sinnen wir über Deine Gesetze und freuen uns mit den Worten Deiner Lehre und mit Deinen Geboten ewige Zeit; denn sie sind unser Leben und die Dauer unserer Tage und mit ihnen beschäftigen sich unsere Gedanken Tags und Nachts. Mögest Du Deine Liebe in ewigen Zeiten uns nicht entziehen, gesegnet seist Du Gott, der sein Volk Jisrael liebt.“